# Lygia Pape
Lygia Pape (7 tháng 4 năm 1927 - 3 tháng 5 năm 2004) được sinh ra ở Nova Friburgo, Rio de Janeiro, Brazil. Lygia Pape làm việc trong lĩnh vực điêu khắc và làm phim. Cô là một nghệ sĩ Brazil có ảnh hưởng, hoạt động trong cả Phong trào Neo-Concrete ở Brazil trong những năm 1950 và 1960. Sau đó trong những năm 1960 và 1970, Pape đã sản xuất nhiều video bằng cách sử dụng những phép ẩn dụ châm biếm và quan trọng chống lại chế độ độc tài của Brazil. Từ những năm 1980 trở đi, những ẩn dụ trở nên tinh tế hơn.

## Sự nghiệp
Cùng với Hélio Oiticica và Lygia Clark, cô đã tìm cách mở rộng phạm vi hoạt động của nghệ thuật đương đại để bao gồm các khía cạnh tương tác, mặc dù, giống như Concretists, cô vẫn phản đối bất kỳ loại biểu diễn nào trong nghệ thuật. Trong khi nghệ thuật của Lygia Clark đưa cô đến với sự tương tác cảm xúc và các tác phẩm của Helio Oiticia đã dẫn cô đến sự tồn tại không gian và xã hội thông qua những đóng góp của Pape cho nghệ thuật tổng hợp với các lĩnh vực thẩm mỹ, đạo đức và chính trị.
Từ năm 1972 đến năm 1985, Pape đã dạy học sinh tại Trường Kiến trúc tại Đại học Santa Úrsula ở Rio de Janeiro, và được bổ nhiệm làm giáo sư tại Trường Mỹ thuật Liên bang Universidade do Rio de Janeiro vào năm 1983.
Pape mất ngày 3 tháng 5 năm 2004 tại Rio de Janeiro ở tuổi 77.

## Triễn lãm
- 2017 The Met Breuer, New York
- 2011 Serpentine Gallery London[3]
- 2011 Museo Nacional Centro de Arte Reina Sofía, Madrid
- 2009 53. Biennale di Venezia
- 2009 Bảo tàng Nghệ thuật Folder, New York
- 2008 Kunsthalle Kiel
- 2008 Bảo tàng Nghệ thuật Đương đại của Brazil, Tokyo
- 2008 Museu de Arte Moderna, Rio de Janeiro
- 2008 Moderna Museet Stockholm
- 2007 Instituto Tomie Ohtake, São Paulo
- 2007 Museu de Arte Moderna, Rio de Janeiro
- 2006 Bảo tàng Nghệ Thuật Bronx
- 2006 Museu de Arte Moderna, São Paulo
- 2006 Museu de Arte Moderna, Rio de Janeiro
- 2006 1 Galeria Graca Brandao, Porto
- 2006 Barbican Centre, London
- 2005 Bảo tàng Nghệ thuật đương đại, Chicago
- 2005 Bảo tàng Nghệ thuật đương đại, Thessaloniki
- 2005 Quarter, Florence
- 2005 Bảo tàng für Gegenwartskunst, Siegen
- 2004 Museu de Arte Moderna, São Paulo
- 2004 Haus der Kunst, Munich
- 2004 Le Magasin, Grenoble
- 2003 Galerie der Stadt Sindelfingen
- 2003 50. Biennale di Venezia
- 2003 Galeria Fortes Vilaça, São Paulo
- 2002 steirischer herbst, Graz
- 2002 Solomon R. Guggenheim Museum, New York
- 2000 CAMJAP Lisbon
- 2000 Museu Serralves, Porto
- 1998 Bảo tàng Nghệ thuật đương đại, Los Angeles